# تپه خرگوشی (تپه طلایی)
تپه خرگوشی (تپه طلایی) مربوط به دوره ساسانیان است و در شهرستان بویراحمد، روستای چشمه سیدی واقع شده و این اثر در تاریخ ۱۹ مهر ۱۳۷۸ با شمارهٔ ثبت ۲۴۶۱ به‌عنوان یکی از آثار ملی ایران به ثبت رسیده است.